# Belle Croix

Belle Croix mit Postament

Das Belle Croix (frz. für: Schönes Kreuz) ist ein mehr als fünf Meter hohes Kruzifix im Hohen Venn in der Gemeinde Jalhay in der belgischen Provinz Lüttich.

## Beschreibung
1961 wurde es an der Nationalstraße N 68 Eupen – Malmedy an der Abzweigung nach Verviers (N 672) auf Initiative der belgischen Vereinigung „Les Amis de la Fagne“ (frz. für: Freunde des Venns) errichtet und am 1. Oktober 1961 offiziell gesegnet und eingeweiht. Der Standort befindet sich auf dem Hochplateau des Hohen Venns, ca. zwei Kilometer entfernt von Baraque Michel.
Schöpfer des Belle Croix ist der Raerener Bildhauer Leonhard Mennicken (1874–1969). Die Christusfigur schnitzte er in fast fünfjähriger Arbeit aus einem zwei Meter langen Eichen-Kernholzstück.
Zwei Bildtafeln aus Kalkstein, die das Kreuz flankieren, und die Inschrift unten auf dem Hauptbalken dokumentieren die Vorgeschichte des Belle Croix, die im Jahre 1877 beginnt und in enger Verbindung mit dem Klumpenmacher (Holzschuhschnitzer)
Arnold François und seinem Klumpenmacherhaus/-häuschen/Schusterhaus (frz.: Maison du Sabotier) steht.
Von 2008 bis 2011 wurde das Belle Croix mit Hilfe von Freiwilligen vom passionierten Restaurator Josy Moureau (von Beruf Ergotherapeut) instand gesetzt. Über ein knappes halbes Jahrhundert hatten die raue Witterung und Vandalismus deutliche Spuren am Kruzifix hinterlassen. Ohne Zeremonie kehrte 2011 das Belle Croix wieder an seinen angestammten Platz zurück.

## Vorgeschichte
1856 wurde die Straße von Eupen nach Malmedy fertiggestellt und 1877 war die von Jalhay heraufkommende Landstraße ausgebaut, die vorher ein Karrenweg war.
Zum ersten Mal wurde im Jahre 1875 an der Weggabelung durch den wallonischen Klumpenmacher Adolphe François eine Hütte errichtet, in der er sich mit seiner Familie niederließ.
1877 entschloss sich der Klumpenmacher, ein größeres Haus bzw. eine Herberge an gleicher Stelle zu bauen, um vom zunehmenden Verkehr zu profitieren.
Eines Morgens fanden die Arbeiter an ihrer Bauhütte mit Kreide einen Gebetsspruch geschrieben („Mon Dieu si je vous ai offensé pardonnez moi“, frz. für: Herr, wenn ich Dich beleidigt habe, vergib mir) sowie ein abgelegtes, geschnitztes Kruzifix. Die Umstände des Geschehens und der Grund für das geplagte Gewissen und die Reumütigkeit des unbekannten Menschen sind im Verborgenen geblieben. Adolphe François brachte das abgelegte Kreuz an der Fassade seines neu gebauten Hauses an, die Herberge bekam den Namen „Auberge de la Belle Croix“ (frz. für: Herberge zum Schönen Kreuz).
Auch die Umspannstelle für die Kutschen der preußischen Post zum Wechseln der Pferde auf der Strecke Eupen–Malmedy wurde hier eingerichtet, bis die Post ab 1886 mit Fertigstellung der Vennbahn bis nach Weismes von dort aus auch Malmedy über den Schienenverkehr erreichte.
Als dem Sohn des Klumpenmachers der Mord an Förster Michel Jules Toussaint am 22. Oktober 1900 an der Hill zur Last gelegt wurde, blieben der Herberge viele Besucher fern. Die Tat konnte dem Sohn aber nicht nachgewiesen werden. 1901 verkaufte François seine Herberge an den Staat und zog fort. Als Forsthaus und Jagdhütte wurde das Klumpenmacherhaus weiter genutzt.
Nach einem Brand 1912 wurde das Haus von der Forstverwaltung neu aufgebaut. Nach Ausbruch des Ersten Weltkriegs wurde es aber kaum genutzt und verfiel.
Ein Neubau eines Jagdpavillons im Eigentum des belgischen Königs Albert I. erfolgte im Jahre 1923.
Im Volksmund blieb weiterhin der Name Klumpenmacherhäuschen gebräuchlich.
Seit der Sprengung der Straßengabelung nach Beginn des Zweiten Weltkriegs durch belgische Soldaten am 15. April 1940 ist die Kreuzung unbebaut.
Zunächst kennzeichnete ein bescheidenes Kreuz aus dünnen Fichtenstämmchen die Stelle des einstigen Klumpenmacherhauses. 1950 wurde an der Weggabelung, etwas versetzt gegenüber der Einmündung der N 672, ein schlichtes Fichtenhochkreuz aufgestellt, bevor 1961 das heutige Belle Croix an der Stelle des alten Klumpenmacherhauses seine Heimat fand.

Belle Croix Christusfigur
Linke Bildtafel (Hütte des Klumpenmachers von 1875)
Rechte Bildtafel (Klumpenmacherhaus 1877)
Inschrift „Mon Dieu si je vous ai offensé pardonnez moi“; Herr, wenn ich Dich beleidigt habe, vergib mir